# Alcoholabsenteïsme
Alcoholabsenteïsme is de gedraging van een alcoholist als gevolg van het te veel nuttigen van alcoholische dranken tijdens het weekeinde. De alcoholist meldt zich maandag ziek en verschijnt dinsdag weer relatief ontnuchterd op het werk.
Op maandagmorgen heeft de alcoholist geen kater, maar een alcoholvergiftiging die pas in de loop van de dag verdwijnt.
In het kader van bestrijding van ziekteverzuim en veiligheid behoort het volgen van medewerkers die alcoholabsenteïsme vertonen in bedrijven waar met gevaarlijke bedrijfsprocessen wordt gewerkt, tot het standaardbeleid. Ook het uitbannen van de verkrijgbaarheid van alcoholische dranken in bedrijfskantines en tijdens recepties en op vrijdagmiddag behoren tot dat beleid.

## Op de werkplek opgelopen alcoholisme
Regelmatig alcoholmisbruik valt vaak niet op omdat men het binnen huiselijke kring weet te houden of het tijdens gelegenheden doet waar het sociaal aanvaard wordt: verjaardagsfeesten, recepties, na een begrafenis, bedrijfs- en familiefeesten, personeelsbijeenkomsten en -uitjes. Een beetje alcoholist weet dan ook het sociaal gewenst gedrag dat het nakomen van sociale verplichtingen is te combineren met de alcoholverslaving.
Ook een cafébezoek in het weekeinde valt niet snel op. Pas als het gedrag van de alcoholist beter bestudeerd wordt valt de verslaving op. Meestal weet de partner het al eerder dan wie dan ook, maar zelfs die kan lang een rad voor ogen gedraaid worden!
Een werkzaam zijnde alcoholist met een sociale relatie zal de dosis alcohol doordeweeks op een vrij stabiel niveau proberen te houden en zichzelf en anderen wijs maken dat je aan alcohol moet wennen en dat je daardoor er ook minder afhankelijk van wordt. Beide zijn drogredenen: de lever krijgt nooit rust, is constant bezig de alcohol af te breken en vervet. Uiteindelijk verhardt de lever waardoor een kettingreactie aan gevolgen voor andere organen (hersenen, nieren, alvleesklier, hart) en weefsels een onomkeerbaar proces in werking zetten, waar alleen na twee jaar aantoonbare nuchterschap door middel van levertransplantatie, een ommekeer in aangebracht kan worden.
Bij een overdosis aan alcoholconsumptie - vaak dus tijdens weekeinden - ontstaat een acuut delirium, waarbij de alcoholist kenmerken als verwarring, vergeetachtigheid en duizeligheid ervaart. Als de alcoholist geen gewenningsdrempel heeft opgebouwd, is de kans op overlijden zelfs aanwezig.